# 德南 (瑞士)
德南（法語：Denens）是瑞士联邦西部法语区的沃州下设的一个镇。在行政上属于莫尔日区管辖。德南的总面积为3.27平方公里。截至2010年底，总人口为663。

## 历史
境内有德南城堡，并出产以此命名的葡萄酒。